# Bobowo (gemeente)
De gemeente Bobowo is een landgemeente in het Poolse woiwodschap Pommeren, in powiat Starogardzki.
De gemeente bestaat uit 6 administratieve plaatsen solectwo: Bobowo, Grabowiec, Grabowo Bobowskie, Jabłówko, Smoląg, Wysoka
De zetel van de gemeente is in Bobowo.
Op 30 juni 2004 telde de gemeente 2838 inwoners.

## Oppervlakte gegevens
In 2002 bedroeg de totale oppervlakte van gemeente Bobowo 51,67 km², waarvan:
- agrarisch gebied: 81%
- bossen: 12%

De gemeente beslaat 3,84% van de totale oppervlakte van de powiat.

## Demografie
Stand op 30 juni 2004:
| Omschrijving                   | Totaal | Totaal | Vrouwen | Vrouwen | Mannen | Mannen |
| ------------------------------ | ------ | ------ | ------- | ------- | ------ | ------ |
| eenheid                        | aantal | %      | aantal  | %       | aantal | %      |
| inwoners                       | 2838   | 100    | 1399    | 49,3    | 1439   | 50,7   |
| bevolkingsdichtheid (inw./km²) | 54,9   | 54,9   | 27,1    | 27,1    | 27,8   | 27,8   |

In 2002 bedroeg het gemiddelde inkomen per inwoner 1225,25 zł.

## Aangrenzende gemeenten
Lubichowo, Morzeszczyn, Pelplin, Skórcz, Starogard Gdański